# 2016年亞洲跆拳道奧運資格賽
2016年亞洲跆拳道奧運資格賽於2016年4月16日至17日在菲律賓帕賽市萬豪酒店會展中心舉行。每個量級的前兩名可以取得奧運資格。總共有來自36個亞洲國家98位運動員進入資格賽。

## 獎牌得主

### 男子
| 項目         | 金牌                              | 银牌                              | 铜牌                            |
| 58公斤級     | 赵帅 · 中国（CHN）                | 特温·汉巴 · 泰国（THA）           | Yahya Ayash · 也门（YEM）       |
| 58公斤級     | 赵帅 · 中国（CHN）                | 特温·汉巴 · 泰国（THA）           | 鈴木塞吉歐 · 日本（JPN）        |
| 68公斤級     | 艾哈邁德·阿布賈努殊 · 约旦（JOR） | Pürevjavyn Temüüjin · 蒙古（MGL） | Peerathep Sila-on · 泰国（THA） |
| 68公斤級     | 艾哈邁德·阿布賈努殊 · 约旦（JOR） | Pürevjavyn Temüüjin · 蒙古（MGL） | 張政壕 · 中华台北（TPE）        |
| 80公斤級     | 尼基塔·拉夫洛維奇 · （UZB）       | 劉威廷 · 中华台北（TPE）          | Anas Al-Adarbi · 约旦（JOR）    |
| 80公斤級     | 尼基塔·拉夫洛維奇 · （UZB）       | 劉威廷 · 中华台北（TPE）          | Mahmoud Abdelrahim · （QAT）    |
| 80公斤以上級 | 乔森 · 中国（CHN）                | 鲁斯兰·扎帕罗夫 · （KAZ）         | Atief Arshad · 巴基斯坦（PAK）  |
| 80公斤以上級 | 乔森 · 中国（CHN）                | 鲁斯兰·扎帕罗夫 · （KAZ）         | Alisher Gulov · （TJK）         |

### 女子
| 項目         | 金牌                          | 银牌                          | 铜牌                            |
| 49公斤級     | 黃懷萱 · 中华台北（TPE）      | Ainur Yesbergenova · （KAZ）  | 张氏金泉 · 越南（VIE）          |
| 49公斤級     | 黃懷萱 · 中华台北（TPE）      | Ainur Yesbergenova · （KAZ）  | Bana Daraghmi · 约旦（JOR）     |
| 57公斤級     | 基米雅·阿里薩德 · 伊朗（IRI） | 攀那帕·汉素津 · 泰国（THA）   | Neema Gurung · 尼泊尔（NEP）    |
| 57公斤級     | 基米雅·阿里薩德 · 伊朗（IRI） | 攀那帕·汉素津 · 泰国（THA）   | Pauline Lopez · 菲律宾（PHI）   |
| 67公斤級     | 坎塞尔·杰尼兹 · （KAZ）       | 妮戈拉·图尔松库洛娃 · （UZB） | 朱利亚娜·萨迪克 · 约旦（JOR）   |
| 67公斤級     | 坎塞尔·杰尼兹 · （KAZ）       | 妮戈拉·图尔松库洛娃 · （UZB） | Hà Thị Nguyên · 越南（VIE）     |
| 67公斤以上級 | 孙秀美 · 柬埔寨（CAM）        | Kirstie Alora · 菲律宾（PHI） | Akram Khodabandeh · 伊朗（IRI） |
| 67公斤以上級 | 孙秀美 · 柬埔寨（CAM）        | Kirstie Alora · 菲律宾（PHI） | Mokhru Khalimova · （TJK）      |